# أمبير رايلي
امبير رايلي (بالإنجليزية: Amber Riley)‏ مواليد 15 فبراير 1986 في لوس أنجلوس، هي ممثلة أمريكية بدأت مسيرتها الفنية عام 2002 اشتهرت خلال اعمالها بالادوار الكوميدية.

## وصلات خارجية
- أمبير رايلي على موقع IMDb (الإنجليزية)
- أمبير رايلي على موقع ميتاكريتيك (الإنجليزية)
- أمبير رايلي على موقع روتن توميتوز (الإنجليزية)
- أمبير رايلي على موقع قاعدة بيانات الأفلام العربية
- أمبير رايلي على موقع ألو سيني (الفرنسية)
- أمبير رايلي على موقع ميوزك برينز (الإنجليزية)
- أمبير رايلي على موقع تيرنر كلاسيك موفيز (الإنجليزية)
- أمبير رايلي على موقع أول موفي (الإنجليزية)
- أمبير رايلي على موقع أول ميوزيك (الإنجليزية)
- أمبير رايلي على موقع ديسكوغز (الإنجليزية)